# Kvalifikace na Mistrovství světa ve fotbale 1962 (UEFA)
Kvalifikace na Mistrovství světa ve fotbale 1962 zóny UEFA určila 8 účastníků finálového turnaje a dva účastníky mezikontinentální baráže.
Evropské kvalifikace se zúčastnilo 30 týmů včetně nečlenů UEFA - týmů  Izrael a  Etiopie. Ty byly rozděleny do 10 skupin po pěti, třech, resp. dvou týmech. Skupiny 1, 2, 3, 4, 5, 6 a 8 měly tři týmy. Ve skupině se utkal každý s každým dvoukolově doma a venku a vítěz skupiny postoupil na MS. Skupina 7 měla pět týmů. Ty se utkaly vyřazovacím systémem doma a venku o jedno místo na MS. Skupiny 9 a 10 měly dva týmy, které se utkaly doma a venku o postup do mezikontinentální baráže proti týmu z Afriky, resp. Asie.

## Skupina 1
| Poř. | Tým       | B | Z | V | R | P | VG | IG |
| ---- | --------- | - | - | - | - | - | -- | -- |
| 1=   | Švédsko   | 6 | 4 | 3 | 0 | 1 | 10 | 3  |
| 1=   | Švýcarsko | 6 | 4 | 3 | 0 | 1 | 9  | 9  |
| 3    | Belgie    | 0 | 4 | 0 | 0 | 4 | 3  | 10 |

| Datum                      | Domácí    | Výsledek | Hosté     |
| -------------------------- | --------- | -------- | --------- |
| 19. října 1960, Stockholm  | Švédsko   | 2 – 0    | Belgie    |
| 20. listopadu 1960, Brusel | Belgie    | 2 – 4    | Švýcarsko |
| 20. května 1961, Lausanne  | Švýcarsko | 2 – 1    | Belgie    |
| 28. května 1961, Stockholm | Švédsko   | 4 – 0    | Švýcarsko |
| 4. října 1961, Brusel      | Belgie    | 0 – 2    | Švédsko   |
| 29. října 1961, Bern       | Švýcarsko | 3 – 2    | Švédsko   |

Týmy Švédsko a Švýcarsko měly stejný počet bodů. O postupu tak musel rozhodnout zápas na neutrální půdě.
| Datum                      | Domácí    | Výsledek | Hosté   |
| -------------------------- | --------- | -------- | ------- |
| 12. listopadu 1961, Berlín | Švýcarsko | 2 – 1    | Švédsko |

Švýcarsko postoupilo na Mistrovství světa ve fotbale 1962.

## Skupina 2
| Poř. | Tým       | B | Z | V | R | P | VG | IG |
| ---- | --------- | - | - | - | - | - | -- | -- |
| 1=   | Bulharsko | 6 | 4 | 3 | 0 | 1 | 6  | 4  |
| 1=   | Francie   | 6 | 4 | 3 | 0 | 1 | 10 | 3  |
| 3    | Finsko    | 0 | 4 | 0 | 0 | 4 | 3  | 12 |

| Datum                     | Domácí    | Výsledek | Hosté     |
| ------------------------- | --------- | -------- | --------- |
| 25. září 1960, Helsinky   | Finsko    | 1 – 2    | Francie   |
| 11. prosince 1960, Paříž  | Francie   | 3 – 0    | Bulharsko |
| 16. června 1961, Helsinky | Finsko    | 0 – 2    | Bulharsko |
| 28. září 1961, Paříž      | Francie   | 5 – 1    | Finsko    |
| 29. října 1961, Sofia     | Bulharsko | 3 – 1    | Finsko    |
| 12. listopadu 1961, Sofia | Bulharsko | 1 – 0    | Francie   |

Týmy Bulharsko a Francie měly stejný počet bodů. O postupu tak musel rozhodnout zápas na neutrální půdě.
| Datum                    | Domácí    | Výsledek | Hosté   |
| ------------------------ | --------- | -------- | ------- |
| 16. prosince 1961, Milan | Bulharsko | 1 – 0    | Francie |

Bulharsko postoupilo na Mistrovství světa ve fotbale 1962.

## Skupina 3
| Poř. | Tým           | B | Z | V | R | P | VG | IG |
| ---- | ------------- | - | - | - | - | - | -- | -- |
| 1    | SRN           | 8 | 4 | 4 | 0 | 0 | 11 | 5  |
| 2    | Severní Irsko | 2 | 4 | 1 | 0 | 3 | 7  | 8  |
| 3    | Řecko         | 2 | 4 | 1 | 0 | 3 | 3  | 8  |

| Datum                      | Domácí        | Výsledek | Hosté         |
| -------------------------- | ------------- | -------- | ------------- |
| 26. října 1960, Belfast    | Severní Irsko | 3 – 4    | SRN           |
| 20. listopadu 1960, Athény | Řecko         | 0 – 3    | SRN           |
| 3. května 1961, Athény     | Řecko         | 2 – 1    | Severní Irsko |
| 10. května 1961, Berlín    | SRN           | 2 – 1    | Severní Irsko |
| 17. října 1961, Belfast    | Severní Irsko | 2 – 0    | Řecko         |
| 22. října 1961, Hamburg    | SRN           | 2 – 1    | Řecko         |

Západní Německo postoupilo na Mistrovství světa ve fotbale 1962.

## Skupina 4
| Poř. | Tým        | B | Z | V | R | P | VG | IG |
| ---- | ---------- | - | - | - | - | - | -- | -- |
| 1    | Maďarsko   | 7 | 4 | 3 | 1 | 0 | 11 | 5  |
| 2    | Nizozemsko | 2 | 3 | 0 | 2 | 1 | 4  | 7  |
| 3    | NDR        | 1 | 3 | 0 | 1 | 2 | 3  | 6  |

| Datum                          | Domácí     | Výsledek | Hosté      |
| ------------------------------ | ---------- | -------- | ---------- |
| 16. dubna 1961, Budapešť       | Maďarsko   | 2 – 0    | NDR        |
| 30. dubna 1961, Rotterdam      | Nizozemsko | 0 – 3    | Maďarsko   |
| 14. května 1961, Lipsko        | NDR        | 1 – 1    | Nizozemsko |
| 10. září 1961, Východní Berlín | NDR        | 2 – 3    | Maďarsko   |
| 1. října 1961, Nizozemsko      | Nizozemsko | Poz.     | NDR        |
| 22. října 1961, Budapešť       | Maďarsko   | 3 – 3    | Nizozemsko |

Poz. - Utkání nemohlo být sehráno kvůli tomu, že hráči NDR nedostali nizozemská víza. Vzhledem k tomu, že Maďarsko mělo jistý postup, utkání se již nedohrávalo.
Maďarsko postoupilo na Mistrovství světa ve fotbale 1962.

## Skupina 5
| Poř. | Tým           | B | Z | V | R | P | VG | IG |
| ---- | ------------- | - | - | - | - | - | -- | -- |
| 1    | Sovětský svaz | 8 | 4 | 4 | 0 | 0 | 11 | 3  |
| 2    | Turecko       | 4 | 4 | 2 | 0 | 2 | 4  | 4  |
| 3    | Norsko        | 0 | 4 | 0 | 0 | 4 | 3  | 11 |

| Datum                        | Domácí        | Výsledek | Hosté         |
| ---------------------------- | ------------- | -------- | ------------- |
| 1. června 1961, Oslo         | Norsko        | 0 – 1    | Turecko       |
| 18. června 1961, Moskva      | Sovětský svaz | 1 – 0    | Turecko       |
| 1. července 1961, Moskva     | Sovětský svaz | 5 – 2    | Norsko        |
| 23. srpna 1961, Oslo         | Norsko        | 0 – 3    | Sovětský svaz |
| 29. října 1961, Ankara       | Turecko       | 2 – 1    | Norsko        |
| 12. listopadu 1961, Istanbul | Turecko       | 1 – 2    | Sovětský svaz |

SSSR postoupil na Mistrovství světa ve fotbale 1962.

## Skupina 6
| Poř. | Tým         | B | Z | V | R | P | VG | IG |
| ---- | ----------- | - | - | - | - | - | -- | -- |
| 1    | Anglie      | 7 | 4 | 3 | 1 | 0 | 16 | 2  |
| 2    | Portugalsko | 3 | 4 | 1 | 1 | 2 | 9  | 7  |
| 3    | Lucembursko | 2 | 4 | 1 | 0 | 3 | 5  | 21 |

| Datum                     | Domácí      | Výsledek | Hosté       |
| ------------------------- | ----------- | -------- | ----------- |
| 19. října 1960, Lucemburk | Lucembursko | 0 – 9    | Anglie      |
| 19. března 1961, Lisabon  | Portugalsko | 6 – 0    | Lucembursko |
| 21. května 1961, Lisabon  | Portugalsko | 1 – 1    | Anglie      |
| 28. září 1961, Londýn     | Anglie      | 4 – 1    | Lucembursko |
| 8. října 1961, Lucemburk  | Lucembursko | 4 – 2    | Portugalsko |
| 25. října 1961, Londýn    | Anglie      | 2 – 0    | Portugalsko |

Anglie postoupila na Mistrovství světa ve fotbale 1962.

## Skupina 7

### První kolo
| Poř. | Tým    | B | Z | V | R | P | VG | IG |
| ---- | ------ | - | - | - | - | - | -- | -- |
| 1    | Izrael | 3 | 2 | 1 | 1 | 0 | 7  | 2  |
| 2    | Kypr   | 1 | 2 | 0 | 1 | 1 | 2  | 7  |

| Datum                         | Domácí | Výsledek | Hosté  |
| ----------------------------- | ------ | -------- | ------ |
| 13. listopadu 1960, Nikósie   | Kypr   | 1 – 1    | Izrael |
| 27. listopadu 1960, Ramat Gan | Izrael | 6 – 1    | Kypr   |

Izrael postoupil do druhého kola.

### Druhé kolo

#### Skupina A
Rumunsko se vzdalo účasti, takže  Itálie postoupila do třetího kola bez boje.

#### Skupina B
| Poř. | Tým     | B | Z | V | R | P | VG | IG |
| ---- | ------- | - | - | - | - | - | -- | -- |
| 1    | Izrael  | 4 | 2 | 2 | 0 | 0 | 4  | 2  |
| 2    | Etiopie | 0 | 2 | 0 | 0 | 2 | 2  | 4  |

| Datum                      | Domácí  | Výsledek | Hosté   |
| -------------------------- | ------- | -------- | ------- |
| 14. března 1961, Ramat Gan | Izrael  | 1 – 0    | Etiopie |
| 19. března 1961, Ramat Gan | Etiopie | 2 – 3    | Izrael  |

- 19. března 1961 se hráno v Izraeli místo v Etiopii.

Izrael postoupil do třetího kola.

### Třetí kolo
| Poř. | Tým    | B | Z | V | R | P | VG | IG |
| ---- | ------ | - | - | - | - | - | -- | -- |
| 1    | Itálie | 4 | 2 | 2 | 0 | 0 | 10 | 2  |
| 2    | Izrael | 0 | 2 | 0 | 0 | 2 | 2  | 10 |

| Datum                     | Domácí | Výsledek | Hosté  |
| ------------------------- | ------ | -------- | ------ |
| 15. října 1961, Ramat Gan | Izrael | 2 – 4    | Itálie |
| 4. listopadu 1961, Turin  | Itálie | 6 – 0    | Izrael |

Itálie postoupila na Mistrovství světa ve fotbale 1962.

## Skupina 8
| Poř. | Tým            | B | Z | V | R | P | VG | IG |
| ---- | -------------- | - | - | - | - | - | -- | -- |
| 1=   | Československo | 6 | 4 | 3 | 0 | 1 | 16 | 5  |
| 1=   | Skotsko        | 6 | 4 | 3 | 0 | 1 | 10 | 7  |
| 3    | Irsko          | 0 | 4 | 0 | 0 | 4 | 3  | 17 |

| Datum                       | Domácí         | Výsledek | Hosté          |
| --------------------------- | -------------- | -------- | -------------- |
| 3. května 1961, Glasgow     | Skotsko        | 4 – 1    | Irsko          |
| 7. května 1961, Dublin      | Irsko          | 0 – 3    | Skotsko        |
| 14. května 1961, Bratislava | Československo | 4 – 0    | Skotsko        |
| 26. září 1961, Glasgow      | Skotsko        | 3 – 2    | Československo |
| 8. října 1961, Dublin       | Irsko          | 1 – 3    | Československo |
| 29. října 1961, Praha       | Československo | 7 – 1    | Irsko          |

Týmy Československo a Skotsko měly stejný počet bodů, a tak o postupu musel rozhodnout zápas na neutrální půdě.
| Datum                      | Domácí         | Výsledek       | Hosté   |
| -------------------------- | -------------- | -------------- | ------- |
| 29. listopadu 1961, Brusel | Československo | 4 – 2 (prodl.) | Skotsko |

Československo postoupilo na Mistrovství světa ve fotbale 1962.

## Skupina 9
| Poř. | Tým       | B | Z | V | R | P | VG | IG |
| ---- | --------- | - | - | - | - | - | -- | -- |
| 1    | Španělsko | 3 | 2 | 1 | 1 | 0 | 3  | 2  |
| 2    | Wales     | 1 | 2 | 0 | 1 | 1 | 2  | 3  |

| Datum                   | Domácí    | Výsledek | Hosté     |
| ----------------------- | --------- | -------- | --------- |
| 19. dubna 1961, Cardiff | Wales     | 1 – 2    | Španělsko |
| 18. května 1961, Madrid | Španělsko | 1 – 1    | Wales     |

Španělsko postoupilo do mezikontinentální baráže proti týmu z Afriky.

## Skupina 10
| Poř. | Tým        | B | Z | V | R | P | VG | IG |
| ---- | ---------- | - | - | - | - | - | -- | -- |
| 1    | Jugoslávie | 3 | 2 | 1 | 1 | 0 | 3  | 2  |
| 2    | Polsko     | 1 | 2 | 0 | 1 | 1 | 2  | 3  |

| Datum                    | Domácí     | Výsledek | Hosté      |
| ------------------------ | ---------- | -------- | ---------- |
| 4. června 1961, Bělehrad | Jugoslávie | 2 – 1    | Polsko     |
| 25. června 1961, Chořov  | Polsko     | 1 – 1    | Jugoslávie |

Jugoslávie postoupila do mezikontinentální baráže proti týmu z Asie.